# Yazıcık
 (septembre 2022).
La mise en forme du texte ne suit pas les recommandations de Wikipédia : il faut le « wikifier ».
Les points d'amélioration suivants sont les cas les plus fréquents. Le détail des points à revoir est peut-être précisé sur la page de discussion.
- Les titres sont pré-formatés par le logiciel. Ils ne sont ni en capitales, ni en gras.
- Le texte ne doit pas être écrit en capitales (les noms de famille non plus), ni en gras, ni en italique, ni en « petit »…
- Le gras n'est utilisé que pour surligner le titre de l'article dans l'introduction, une seule fois.
- L'italique est rarement utilisé : mots en langue étrangère, titres d'œuvres, noms de bateaux, etc.
- Les citations ne sont pas en italique mais en corps de texte normal. Elles sont entourées par des guillemets français : « et ».
- Les listes à puces sont à éviter, des paragraphes rédigés étant largement préférés. Les tableaux sont à réserver à la présentation de données structurées (résultats, etc.).
- Les appels de note de bas de page (petits chiffres en exposant, introduits par l'outil «  Source ») sont à placer entre la fin de phrase et le point final[comme ça].
- Les liens internes (vers d'autres articles de Wikipédia) sont à choisir avec parcimonie. Créez des liens vers des articles approfondissant le sujet. Les termes génériques sans rapport avec le sujet sont à éviter, ainsi que les répétitions de liens vers un même terme.
- Les liens externes sont à placer uniquement dans une section « Liens externes », à la fin de l'article. Ces liens sont à choisir avec parcimonie suivant les règles définies. Si un lien sert de source à l'article, son insertion dans le texte est à faire par les notes de bas de page.
- La présentation des références doit suivre les conventions bibliographiques. Il est recommandé d'utiliser les modèles {{Ouvrage}}, {{Chapitre}}, {{Article}}, {{Lien web}} et/ou {{Bibliographie}}. Le mode d'édition visuel peut mettre en forme automatiquement les références.
- Insérer une infobox (cadre d'informations à droite) n'est pas obligatoire pour parachever la mise en page.

Pour une aide détaillée, merci de consulter Aide:Wikification.
Si vous pensez que ces points ont été résolus, vous pouvez retirer ce bandeau et améliorer la mise en forme d'un autre article.
Modèle:Türkiye belde bilgi kutusu
Yazicik est une ville du nord de la Turquie située dans la province de Tokat, dans le district de Niksar.

## l'histoire
Le nom de la ville est mentionné comme Geyran dans les archives ottomanes de 1530. Dans les documents de recensement de 1916 de la période ottomane, on voit que les Turcs et la minorité chrétienne grecque vivaient dans le village de Geyran. Il y avait 134 ménages dans le village et sa population était de 945. La colonie, dont le nom a été changé en "Yazıcık" en 1960, a été publiée au Journal officiel du 23 juin 1976 et numérotée 15625, 3e Conseil d'État. Elle a acquis le statut de commune avec le décret tripartite sur décision départementale du 29.04.1976 et numéroté 1976/297-303. Le statut municipal de Yazicik devait expirer en 2013, lorsque sa population est tombée à moins de 2 000 personnes. Cependant, à la suite de l'unification administrative, la ville a été sauvée de la fermeture lorsque sa population a dépassé les 2 000 habitants à la fin de l'année.

## Géographie
Baie; 70 au centre-ville de Tokat km, 25 du centre-ville de Niksar kilomètres de distance. La municipalité s'efforce d'ouvrir au tourisme les hauts plateaux de Karaçam, Düden et Laldız, qui sont les hauts plateaux de la ville de Yazıcık. Dans la ville de Niksar Yazicik, il y a une quantité importante de mine de bentonite coulée et de terre décolorante. La plupart et presque toutes les terres de la ville de Yazicik sont constituées d'une mine de sol bentonite.

## Population
| Données démographiques de la ville par année | Données démographiques de la ville par année |
| -------------------------------------------- | -------------------------------------------- |
| 2020                                         | 2 900                                        |
| 2015                                         | 2 431                                        |
| 2014                                         | 2 422                                        |
| 2013                                         | 2.306                                        |
| 2012                                         | 2 399                                        |
| 2011                                         | 1980                                         |
| 2010                                         | 2 092                                        |
| 2009                                         | 2 106                                        |
| 2008                                         | 1988                                         |
| 2007                                         | 2 143                                        |
| 2000                                         | 3 366                                        |
| 1990                                         | 3 651                                        |
| 1985                                         | 2 035                                        |
| 1960                                         | 1 869                                        |
| 1935                                         | 1395                                         |
| 1916                                         | 945                                          |

## Gestion
Tuncer Uzunoğlu a été élu maire de Yazıcık pour 8 mandats consécutifs.
Liste des maires depuis 1977 :
- 1977 : Halis Erkaslan (BGMSZ)
- 1984 : Tuncer Uzunoglu (BĞMSZ) — réélu en 1989, 1994, 1999, 2004, 2009, puis sous la bannière du (CHP) en 2014 et 2019.